# 20634 Marichardson
20634 Marichardson è un asteroide della fascia principale. Scoperto nel 1999, presenta un'orbita caratterizzata da un semiasse maggiore pari a 2,4482014 UA e da un'eccentricità di 0,1446324, inclinata di 5,63342° rispetto all'eclittica.